# Chochloma

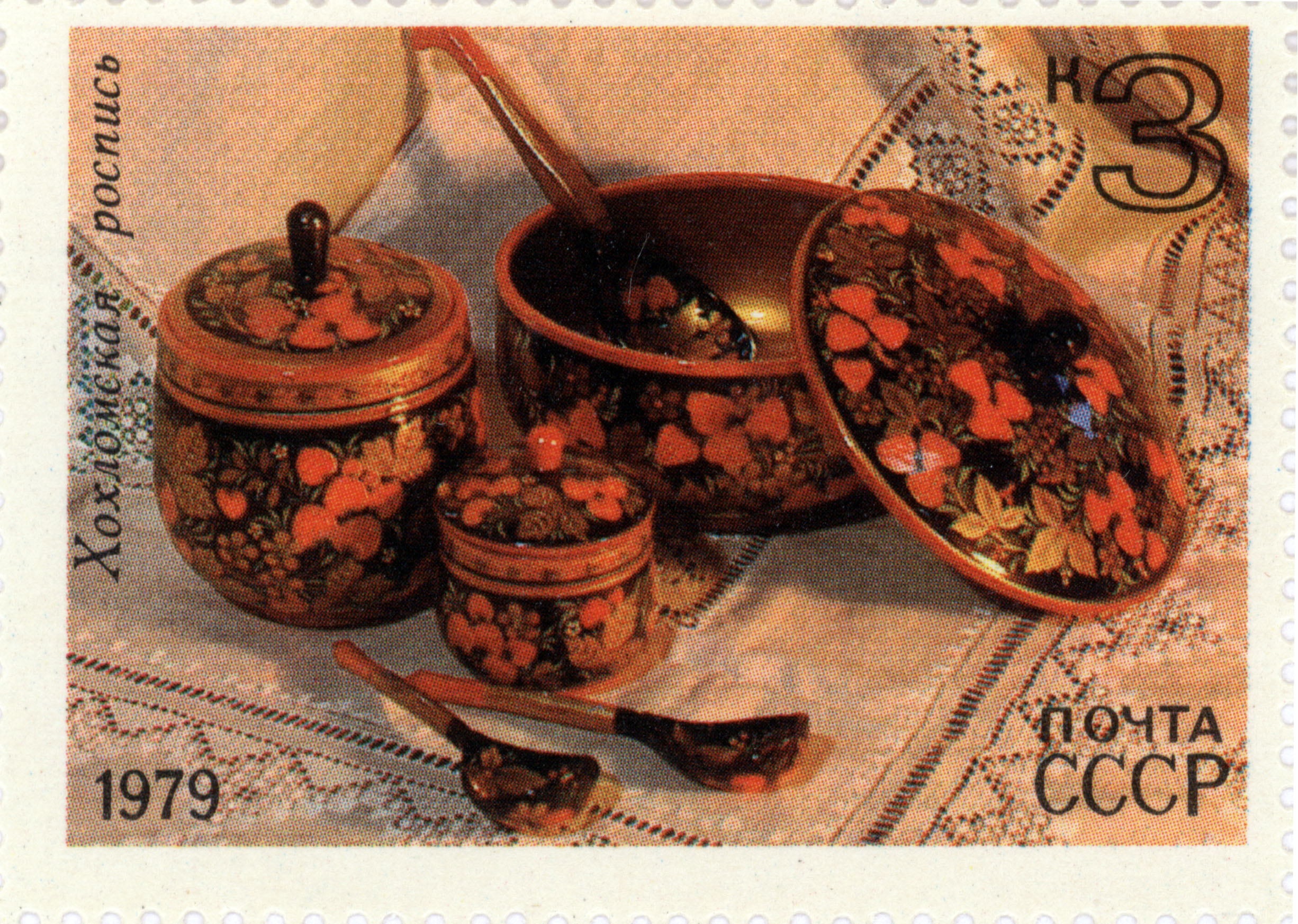
Chochlomakunst op een postzegel uit 1979

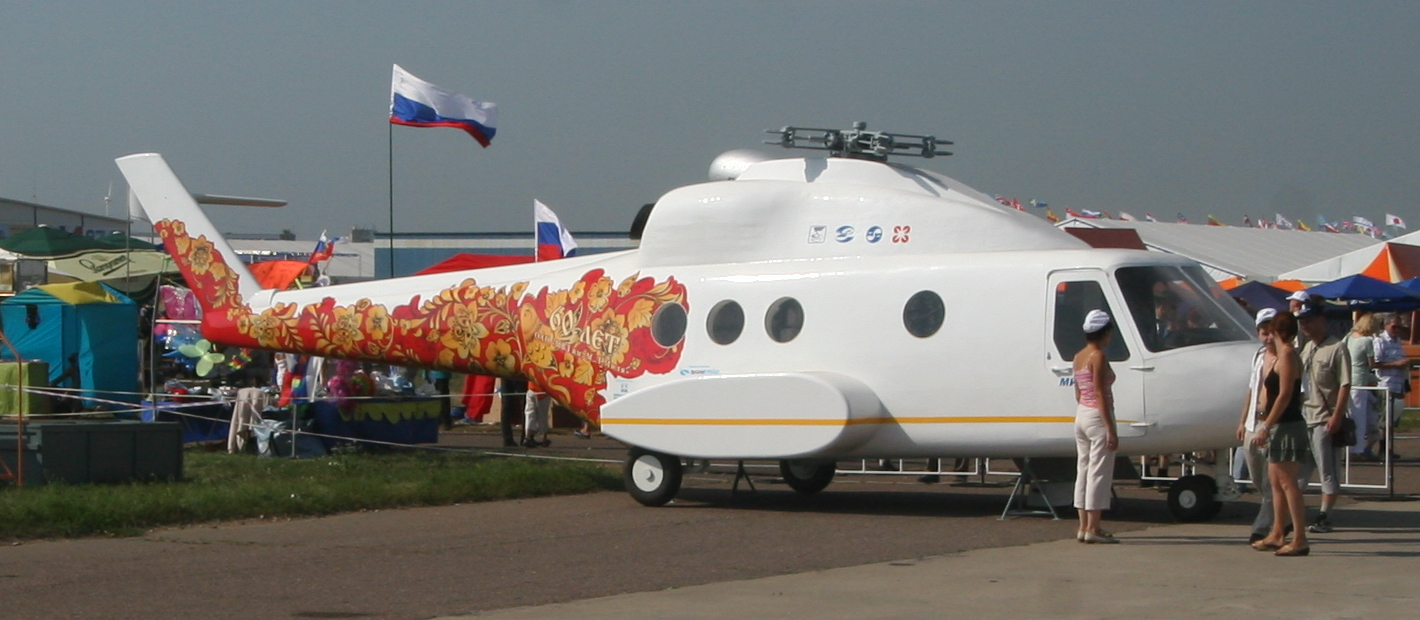
In de chochlomastijl beschilderde mock-up van helikopter

Chochloma (Russisch: хохлома) of Chochloma-Beschildering (Russisch: хохломская роспись; chochlomskaja rospis) is een Russische volkskunst van het beschilderen van houten serviesgoed (borden, lepels en dergelijke).

## Geschiedenis
Chokhloma is ontstaan in de 17e eeuw op het platteland in de streek rond Nizjni Novgorod. De benaming Chochloma is eigenlijk de naam van één dorp, waar deze voorwerpen op de markt verhandeld werden. Chochloma is uitgegroeid tot een van clichésymbolen van Rusland. Chochlomalepels zijn populaire souvenirs bij buitenlandse toeristen.

## Stijl
Kenmerkend voor Chochloma zijn goud- en roodkleurige ornamenten op een zwarte, soms rode achtergrond. Ook de kleuren groen en geel worden gebruikt. De goudkleurige verf is gebaseerd op klei, vlasolie en tinpoeder (tegenwoordig wordt in plaats van tin soms aluminium gebruikt), maar de verf bevat geen echt goud. Na het beschilderen worden voorwerpen verhit in een oven.
Populaire motieven zijn bessen (meestal lijsterbessen en aardbeien), bloemen en plantenbladeren. Ook dieren, vooral vogels, worden vaak afgebeeld.

## Bron
Artikel Хохломская роспись uit de Grote Sovjetencyclopedie